# Stowarzyszenie Regionalny Ośrodek Dokumentacji WIEŻA 1916
Stowarzyszenie Regionalny Ośrodek Dokumentacji WIEŻA 1916 w Ostrzeszowie – organizacja zajmująca się utrwalaniem i pomnażaniem dziedzictwa kulturowego Ostrzeszowa i regionu.

## Siedziba i władze stowarzyszenia
Stowarzyszenie posiada siedzibę przy ul. Piastowskiej 8/2 w Ostrzeszowie. Stowarzyszenie zostało zarejestrowane 23 czerwca 2010. W latach 2010–2021 prezesem Stowarzyszenia Regionalny Ośrodek Dokumentacji WIEŻA 1916 był Stanisław Kulawiak. Obecnie funkcje prezesa pełni Grzegorz Kosmala. W skład obecnego zarządu wchodzą: Kamil Jan Cichoń (wiceprezes), Stanisław Kulawiak (skarbnik), Mirosława Danuta Rzepecka (członek zarządu) i Sławomir Brdęk (członek zarządu).

## Cele stowarzyszenia
Celem nadrzędnym stowarzyszenia jest utrwalanie i pomnażanie dziedzictwa materialnego i duchowego regionu.Stowarzyszenie ma na celu inicjowanie, wspieranie i pomoc w różnego rodzaju przedsięwzięciach edukacyjno - kulturalnych dzieci, młodzieży oraz zaspokajanie potrzeb społeczno - kulturalnych mieszkańców regionu. Pozafinansowe, rzeczowe i organizacyjne wspieranie osób i instytucji w realizacji przedsięwzięć związanych z kulturą, sztuką, oświatą, nauką oraz dziedzictwem regionu i jego ochroną. Stowarzyszenie służy wszechstronnej promocji kultury oraz regionu poprzez współpracę z instytucjami i osobami w zakresie lokalnym, krajowym oraz międzynarodowym.

## Działalność stowarzyszenia
- Z okazji 100 rocznicy wydania pierwszego numeru „Gazety Ostrzeszowskiej” stowarzyszenie Regionalny Ośrodek Dokumentacji Wieża 1916 przygotowało jubileuszową wystawę obrazującą dwudziestoletnią historię „Gazety Ostrzeszowskiej” ilustrowaną fotografiami z początku XX wieku na ostrzeszowskim rynku[5].

- Regionalny Ośrodek Dokumentacji WIEŻA 1916 zorganizował pięć edycji konkursu fotograficznego „Moje miejsce, mój czas”, który ma na celu zainteresowanie młodzieży regionem[6]. W 2023 można było oglądać wystawę Moje miejsce, mój czas 2017-2023. Powstała ona z wybranych zdjęć laureatów pięciu edycji Regionalnego Konkursu Fotograficznego dla Młodzieży organizowanego przez Stowarzyszenie Regionalny Ośrodek Dokumentacji WIEŻA 1916 przy współpracy władz miasta i powiatu oraz instytucji kultury[7].
- Stowarzyszenie opiekuje się wieżą ciśnień[8] – ostrzeszowskim zabytkiem z początku XX wieku[9]. Stowarzyszenie opracowało koncepcję wykorzystania wieży do celów edukacyjnych w dziedzinie sztuk wizualnych (szczególnie fotografii), a także muzyki.
- „Stowarzyszenie Regionalny Ośrodek Dokumentacji WIEŻA 1916” w 2014 roku było głównym producentem filmu dokumentalnego „Stanisław Czernik. Pisarz autentyczny” w reżyserii Andrzeja Mosia. Film prezentuje biografię twórcy autentyzmu, miejsca i ludzi, z którymi był związany[10][11].
- Z inicjatywy Stowarzyszenia Regionalny Ośrodek Dokumentacji Wieża 1916 powstał mural upamiętniający Mariana Malinowskiego, twórcę i redaktora naczelnego „Gazety Ostrzeszowskiej”, pisma wydawanego w latach 1919 – 1939[12].
- W 2018 Stowarzyszenie Regionalny Ośrodek Dokumentacji WIEŻA 1916 zorganizowało wystawę nosząca nazwę "Miejsca wrażliwe okolicy autentyzmu". Wydało również album o tej samej nazwie[13]
- W 2020 Stowarzyszenie Rod Wieża 1916 – Ostrzeszów wydało album poświęcony Antoniemu Bajerleinowi, artyście i animatorowi amatorskiego ruchu fotograficznego w południowej Wielkopolsce w latach 1961-1991[14][15][16].
- W 2022 stowarzyszenie wydało katalog oraz zorganizowało plenerową wystawę „Stary Ostrzeszów na fotografiach i pocztówkach”, którą można było oglądać na ostrzeszowskim rynku[17].
- Stowarzyszenie wydaje roczniki Ostrzeszowskiej Kroniki Regionalnej szerzące wiedzę o kulturze regionu, kultywujący tradycję i lokalny patriotyzm, bogato ilustrowany (jakżeby inaczej) fotografiami miejscowych twórców[18].